# Majorité sexuelle
Cet article possède un paronyme, voir Maturité sexuelle.
La majorité sexuelle est l'âge au-dessous duquel une personne civilement mineure ne peut se livrer à une activité sexuelle avec une personne civilement majeure sans que celle-ci commette une infraction pénale conformément au droit national. La majorité sexuelle est la plupart du temps plus basse que la majorité civile et que la fin de la scolarité obligatoire.
Même sexuellement majeur, le mineur relève toujours des lois spécifiques de protection de l'enfance et de la lutte contre l'abus sexuel sur mineur : interdiction de la pédopornographie, de la prostitution, de la corruption de mineur et du détournement de mineur.
Reprenant un décret adopté par le régime de Vichy en 1942, le  Code pénal sanctionnait à son article 331-3 toute « relation sexuelle contre-nature » avec un mineur (de moins de 21 ans jusqu'en 1974, 18 ans ensuite), jusqu'à son abrogation en 1982.

## Majorité sexuelle et consentement
Internationalement, la notion la plus employée est celle « d'âge de consentement ». On définit cet âge de consentement avec discernement comme l'âge minimum que doit avoir une personne pour avoir des relations sexuelles de son plein gré.
De fait, la majorité sexuelle n'est pas exactement un âge de consentement ; les adultes peuvent être condamnés pour avoir des relations sexuelles avec des personnes n'ayant pas la majorité sexuelle, même si par ailleurs on considère que ces mineurs peuvent consentir à des relations sexuelles : d'une part, parce que les relations entre mineurs sont tacitement considérées comme licites, d'autre part parce que l'atteinte sexuelle sur un mineur sexuel (par opposition à un mineur civil) non consentant est un acte plus sévèrement puni que s'il est consentant.
Par exemple, en France, la majorité sexuelle est fixée à 15 ans depuis 1945 pour les relations hétérosexuelles et depuis 1982 pour les relations homosexuelles sauf cas de vulnérabilité particulière du mineur ou d'autorité du partenaire majeur. Au niveau pénal, il ne peut pas y avoir une relation sexuelle librement consentie d'une personne de 18 ans ou plus avec un « mineur de 15 ans » (en droit, « mineur de quinze ans » signifie « individu de moins de quinze ans ») s'il y a au moins cinq ans de différence d'âge puisque c'est un viol réprimé par l'article 222-23-1 du code pénal.
En conséquence, cela signifie que la France d'une part autorise les relations entre mineurs (moins de 18 ans), d'autre part ménage une « zone tampon », les plus de 15 ans pouvant avoir des relations consenties avec les majeurs.
L'âge n'est en revanche pas un critère de libre choix suffisant quand il y a une relation de subordination (c'est-à-dire avec un parent, beau-parent, professeur, moniteur, médecin, policier). Ainsi, un professeur qui aurait des relations sexuelles avec un de ses élèves âgé de plus de 15 ans mais de moins de 18 ans (en France) peut être condamné (disposition introduite par la loi du 23 décembre 1980 à l'initiative du sénateur socialiste Edgar Tailhades) à trois ans de prison maximum. De plus un écart d'âge vraiment important peut aussi être supposé donner un pouvoir de fait.
À noter enfin que tous les critères de non-consentement sont des circonstances aggravantes : par exemple en France un professeur ayant des relations sexuelles avec un de ses élèves de moins de 15 ans encourt 10 ans de prison à cause de la combinaison d'âge et de position d'autorité, alors que prises séparément, la minorité faisait encourir 5 ans de prison, et la relation d'autorité (si l'élève a plus de 15 mais moins de 18 ans) 3 ans de prison.

## La soustraction de mineur à l'autorité parentale
La soustraction de mineur à l'autorité parentale est souvent confondu avec les questions de relations sexuelles entre majeurs et mineurs. La soustraction de mineur à l'autorité parentale est le délit constitué par le fait de soustraire un mineur aux adultes ayant autorité sur lui. Il est indépendant de savoir si le ravisseur a eu des relations sexuelles avec le mineur enlevé, et ne peut être constitué uniquement par les relations sexuelles s'il n'y a pas enlèvement (consenti ou non).
La soustraction de mineur à l'autorité parentale se réfère à la majorité civile, non sexuelle.
La confusion vient en partie du fait que si un mineur quitte le foyer parental contre la volonté de ses parents pour aller vivre avec la personne avec laquelle il a une liaison, cette personne peut bien être inculpée pour soustraction de mineur à l'autorité parentale, et, même, si le mineur a plus de 15 ans en France (majorité sexuelle passée, mais pas majorité civile), c'est la seule inculpation possible. C'est donc suivant ce motif que des parents peuvent tenter de faire inculper l'amant(e) de leur enfant si celui-ci avait plus de 15 ans — il existe un exemple célèbre en la matière, qui aboutit à une relaxe parce que la volonté d'enlèvement n'était pas prouvée,.

## Majorité sexuelle et pornographie
L'âge légal pour être modèle de photographies à caractère érotique ou pornographique, ou acteur de films à caractère érotique ou pornographique est généralement l'âge le plus élevé entre la majorité sexuelle et la majorité civile. L'âge légal pour voir des contenus érotiques ou pornographiques n'est pas forcément lié à la majorité sexuelle ; par exemple, en France, les films sont interdits aux moins de 12 ans s'ils ont un léger contenu sexuel, aux moins de 16 ans s'ils sont érotiques, et aux moins de 18 ans pour les films pornographiques, alors que la majorité sexuelle est de 15 ans, et la scolarité obligatoire jusqu'à 16 ans.
En conséquence, pour deux individus plus âgés que la majorité sexuelle mais dont l'un n'a pas la majorité civile et ayant une liaison, se photographier ou se filmer lors de leurs rapports sexuels, pourrait les amener à être poursuivis pour détention de pornographie enfantine, alors que leurs rapports sont légaux. La Hongrie a débattu une loi pour légaliser la prise de photos et vidéos et leur visualisation par les amants, dès 14 ans. Cette mesure reste un cas isolé, car si une utilisation « privée » de tels documents semble acceptable à certains législateurs hongrois, le problème se pose de savoir s'il est réellement possible de contenir la diffusion de ces photos ou vidéos. Or les cas de diffusion de photos ou vidéos de jeunes se prenant eux-mêmes (généralement avec des webcams ou des téléphones portables) ont souvent causé de nombreux torts aux intéressés.

## Extraterritorialité
Plusieurs pays ont créé des lois d'exception permettant de poursuivre un de leurs citoyens ou résidents pour certaines relations sexuelles avec un mineur ayant eu lieu à l'étranger. Des campagnes de presse ont été lancées pour informer de ces lois et les soutenir.
Ces lois ne contreviennent pas aux principes généraux sur l'extraterritorialité.[réf. nécessaire]

## Dispositions d'âges variés

### Échelles graduées
Plusieurs pays ont mis en place des règles plus complexes qu'un simple âge limite, basé sur des écarts entre les âges des partenaires.
L'Iowa, par exemple, autorise à avoir des relations sexuelles avec un partenaire de 14 ou 15 ans, si on n'a pas soi-même plus de 4 ans d'écart avec ce partenaire.
En règle générale, les sociologues donnent l'inéquation suivante pour qu'une liaison entre deux personnes soit socialement acceptée : le plus jeune des deux doit avoir au moins la moitié de l'âge du plus vieux, plus 7 ans,,,,,,. Toutefois, cette formule est inapplicable pour les très jeunes (si le plus vieux des deux a 12 ans, le plus jeune devrait avoir au moins 13 ans pour la respecter, ce qui est impossible puisqu'il ne serait alors plus le plus jeune). La loi ne correspond pas du tout à cette acceptation sociale : aucun pays n'interdit les relations entre personnes majeures en raison de l'âge seul, quels que soient les écarts. À l'inverse, certains pays utilisent un âge limite de manière si stricte qu'il est possible d'être accusé d'atteinte sexuelle sur mineur avec un écart de quelques jours, si l'un des partenaires a tout juste l'âge limite, et l'autre tout juste moins.

### Selon les actes
Aux États-Unis, les baisers, étreintes, contacts de mains, ne sont pas passibles de poursuites pénales quels que soient les âges respectifs. En revanche, certains États peuvent interdire même de toucher les parties intimes à travers les vêtements. Au Canada, le seul fait de tenter de séduire une personne n'ayant pas l'âge légal est passible de poursuites. De même, certains pays interdisent le sexe oral et/ou anal, sans conditions d'âge.

### Selon les conditions de consentement
En général, l'âge légal du partenaire est relevé si l'un des deux a par statut un ascendant sur l'autre. Par exemple en France, un professeur peut avoir, sans risque de poursuites pénales, des relations sexuelles avec un étudiant de plus de 18 ans (ce qui ne signifie pas que cette liaison soit exempte de risques de sanctions administratives pour le professeur), mais pas avec un collégien ou lycéen entre 15 et 18. Quand le statut est mis à profit pour obtenir des faveurs sexuelles, il s'agit d'un délit de harcèlement sexuel, quel que soit l'âge des partenaires.

### Selon le sexe
En Papouasie-Nouvelle-Guinée, l'âge est de 16 ans pour les filles, 14 pour les garçons.

### Selon le sexe des partenaires
La majorité sexuelle peut être différente selon les pays pour les relations hétérosexuelles et homosexuelles, et même être différente pour les relations entre hommes et entre femmes. Elle est souvent plus élevée que pour les relations hétérosexuelles. En France, cette différence a existé entre 1942 et 1982. Bien qu'ayant été reconnues comme discriminatoires par la Cour européenne des droits de l'homme dans les arrêts Sutherland c. Royaume-Uni et L. & V. et S.L. contre Autriche, ces différences tendent néanmoins à perdurer.
Certains pays interdisent totalement les actes homosexuels quel que soit l'âge des partenaires. Dans certains de ces pays, les actes homosexuels sont punis de peine de mort.

## Relations sexuelles entre mineurs
Dans beaucoup de pays, la loi n'interdit pas les relations sexuelles entre deux mineurs sexuels (on entend par là que pour la France, on parle de deux mineurs de 15 ans, pas 18). En France, par exemple, ce sont les plus de 18 ans seuls qui sont concernés par l'interdiction des relations sexuelles avec des moins de 15 ans. Ce qui ne signifie pas que les individus de 17 ans ne risquent de poursuites en aucun cas : la notion de « surprise » prévue dans la définition des crimes sexuels permet de couvrir les cas où il est évident qu'un individu profite du fait que l'autre est manipulable.
Les cas où le consentement est clairement impossible restent punis. Au Colorado, en 1999, un enfant de 11 ans a été placé en détention provisoire puis jugé à la suite d'accusations d'inceste sur sa demi-sœur de cinq ans, portées par une voisine de la famille.
Plus généralement, même quand la loi n'interdit pas explicitement les relations sexuelles suivant l'écart d'âge, la justice peut estimer s'il y a manque de discernement de la part d'un des deux partenaires (cela peut s'appuyer sur un écart d'âge, les liens entre les personnes, d'éventuelles déficiences intellectuelles) pour accuser l'autre partenaire d'abus sexuel.

## Majorité sexuelle dans le monde
L'âge de la majorité sexuelle à travers le monde en 2004 varie entre 11 et 21 ans pour les relations hétérosexuelles, et entre 13 et 21 ans — voire l'interdiction totale — pour les relations homosexuelles (voir, dans la section liens externes, Majorité sexuelle à travers le monde). Certains pays interdisent également toute relation sexuelle hors mariage.

Âge de la majorité sexuelle hétérosexuelle dans le monde, par pays
– puberté,
– 12,
– 13,
– 14,
– 15,
– 16,
– 17,
– 18,
– 19 (vide à présent),
– 20 (vide à présent),
– 21 et plus (vide à présent),
– variable suivant les États/provinces/régions/territoires (vide à présent),
– doit être marié,
– pas de loi (vide à présent),
– Absence de données.

- Amérique du Nord et Centrale
- Amérique du Sud
- Afrique
- Asie
- Europe
- Océanie.

### Majorité sexuelle dans quelques pays

#### Belgique
En Belgique, le consentement en matière de droit à l'autodétermination sexuelle est fixé à 16 ans pour tout acte sexuel (les relations sexuelles avec des enfants âgés de moins de 14 ans sont considérées comme viol et les actes sexuels avec les adolescents de 14 ou 15 ans sont aussi illégaux).
Article 372 : « Tout attentat à la pudeur commis sans violences ni menaces sur la personne ou à l'aide de la personne d'un enfant de l'un ou de l'autre sexe, âgé de moins de seize ans accomplis, sera puni de la réclusion (de cinq à dix ans). ».
Les peines encourues en cas d'infraction sont graduées, en fonction de l'âge de la victime, selon des paliers fixés à 10, 14 et 16 ans.

#### Canada
Au Canada, l'âge légal du consentement sexuel est de 16 ans depuis le 1er mai 2008, en vertu de la Loi sur la lutte contre les crimes violents qui l'a relevé de deux ans. Il était depuis 1892 de 14 ans. La loi prévoit toutefois une exception pour les personnes de 14 ou 15 ans quand la différence d'âge entre les partenaires est de moins de 5 ans et avec celles de 12 ou 13 ans si la différence d'âge est de moins de 2 ans. Les relations sexuelles sont complètement interdites avant 12 ans, mais une personne de moins de 12 ans ne peut pas avoir d'amende ou aller en prison.[réf. nécessaire].
Selon l'article 153 du Code criminel du Canada, les relations sexuelles avec les adolescents de moins de 18 ans sont illégales si le partenaire plus âgé est en situation d'autorité ou de confiance vis-à-vis de l'adolescent (par exemple, entre un étudiant et une enseignante), à l'égard de laquelle l'adolescent est en situation de dépendance, ou si le partenaire plus âgé est dans une relation où il exploite l’adolescent. Un juge peut déduire s'il y a une relation exploitative de la nature et les circonstances qui l'entourent, y compris la différence d'âge entre la personne et l'adolescent, l'évolution de leur relation et l'emprise ou l'influence de la personne sur l'adolescent.
Le Code criminel, publié en 1892, prohibait la « sodomie », jusqu'en 1969 où elle a été décriminalisée entre personnes mariées ou de plus de 21 ans. En 1988, l'âge minimum pour les « relations sexuelles anales » a été ramené à 18 ans, mais celles-ci elles restaient passibles de 10 ans d'emprisonnement pour les personnes de 16 ou 17 ans, en vertu de l'article 159 du Code criminel. Cette discrimination entre les relations anales et les autres pratiques sexuelles a été contestée par des activistes en faveur des droits des homosexuels et déclarée inconstitutionnelle par les cours d'appel fédérales, ainsi que par celles de l'Ontario, de la Colombie-Britannique et du Québec, la jugeant contraire aux droits à l'égalité selon l'état civil, l'âge et l'orientation sexuelle garantis par l'article 15 de la Charte canadienne des droits et libertés. L'article 159 a été abrogé en 2019.
Pour ce qui est du mariage civil, l'âge légal est de 16 ans minimum. Néanmoins, au-dessous de 18 ans, il faut obtenir le consentement des parents ou des tuteurs, sauf si une émancipation totale est accordée au mineur, ce qui est possible dès l'âge de 16 ans.[réf. nécessaire]

#### France
En France, bien que le terme soit inexistant dans le Code pénal, le concept de majorité sexuelle (âge à partir duquel un mineur civil peut entretenir une relation sexuelle avec un adulte, sans que cet adulte commette une infraction pénalement réprimée) est disposé dans l’article 227-25 réprimant l’atteinte sexuelle sur mineur (il l’était entre 1832 et 1994, dans l’ancien Code pénal, à l’article 331, réprimant l’attentat à la pudeur), qui la fixe par principe à 15 ans (en droit, « mineur de quinze ans » signifie « individu de moins de quinze ans ») pour les relations hétérosexuelles et homosexuelles :
« Hors le cas de viol ou de toute autre agression sexuelle, le fait, par un majeur, d'exercer une atteinte sexuelle sur un mineur de quinze ans est puni de sept ans d'emprisonnement et de 100 000 € d'amende. »
— Article 227-25 du Code pénal
L’atteinte sexuelle sur mineur constitue un délit, tandis que toute atteinte sexuelle, quel que soit l’âge de la victime, commise avec violence, contrainte ou surprise constitue une « agression sexuelle » ou un viol lorsqu’il y a pénétration. Elle est plus sévèrement punie lorsqu’elle est exercée sur une personne sexuellement mineure. Le consentement sexuel est donc réputé valable à 15 ans (pour un rapport avec un adulte de n’importe quel âge), bien que le Code pénal n’affirme pas le droit général à la sexualité dès 15 ans comme étant un droit positif.
La loi du 28 avril 1832 a introduit dans le droit français, par la modification de l’article 331 du Code pénal (ancien article réprimant le viol, transféré à l’article 332), un seuil de « majorité sexuelle », fixé alors à 11 ans. Le seuil de la majorité sexuelle est repoussé à 13 ans par la loi du 13 mai 1863. L’article 331 est de nouveau modifié et le seuil de la majorité sexuelle est porté à 15 ans par l’ordonnance du 2 juillet 1945. À noter qu’il s’agit à cette date (le troisième alinéa ayant été introduit cinq mois auparavant) d’une majorité sexuelle restrictive, dans le cadre de relations strictement hétérosexuelles.